# Pál Kitaibel

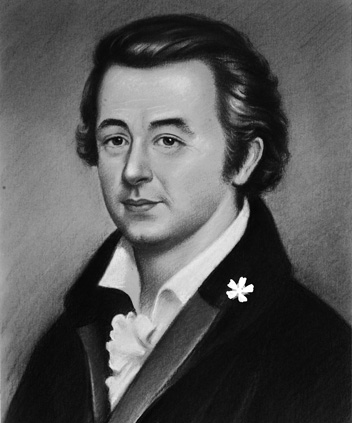
Pál Kitaibel

Pál Kitaibel (ur. 3 lutego 1757 r. w Nagymarton, w komitacie Sopron — dziś Mattersburg w austriackim Burgenlandzie; zm. 13 grudnia 1817 r. w Peszcie) – botanik i chemik węgierski.
Studiował chemię i botanikę na uniwersytecie w Budzie. Od 1794 r. pracował jako profesor tych dwóch przedmiotów na uniwersytecie w Peszcie. Zajmował się głównie badaniami flory ówczesnych Węgier, w tym również Karpat. Pierwszy opisał niektóre rośliny tatrzańskie, np. skalnicę tatrzańską.
M. in. 20 lipca roku 1795 przybył w Bardiowie, skąd 22 lipca wraz ze spotkanym tam magnatem czeskim, Franzem Adamem, hrabią von Waldstein i bardiowskim lekarzem Grünerem, przez Pławiec, Drużbaki Niżne, Podoliniec, Lubowlę i Kieżmark udał się w Tatry. Dobrawszy tam sobie do zespołu znanego spiskiego naturalistę Thomasa Maukscha i jeszcze jednego towarzysza nazwiskiem Kraus próbowali oni dwukrotnie (ostatecznie bezskutecznie) wejść na szczyt Łomnicy. Kitaibel badał później roślinność Tatr na Ramieniu Łomnickim, w Dolinie Zimnej Wody i w Dolinie Wielickiej. Droga powrotna z Tatr wiodła przez Szwedlar, Smolnik, Rożniawę i Aggtelek do Budy, gdzie dotarł 9 września.
W kolejnym roku 1796 Kitaibel wraz z hrabią Waldsteinem byli w Marmaroszu, gdzie m.in. zdobyli najwyższy szczyt Gór Rodniańskich Pietrosul. W 1798 r. penetrował szereg pasm Karpat Siedmiogrodzkich. W następnych latach zwiedzał dla celów naukowych równinne obszaru południowych Węgier oraz górskie pasma Chorwacji.
W 1803 r. Kitaibel wyprawił się ponownie w Karpaty Wschodnie, na Połoninę Borżawską. Wszedł wówczas na Stoj na ówczesnej granicy galicyjskiej. Był także w Krasie Słowacko-Węgierskim, gdzie odwiedził m.in. Silicką Jaskinię Lodową.
W 1804 r. podczas ponownego pobytu badawczego w Tatrach odbył wycieczkę z Liptowskiego Hradku na Krywań. Stąd przez Przybylinę dotarł do Raczkowych Stawów, a następnie wszedł (prawdopodobnie jako pierwszy znany z nazwiska zdobywca) na Rohacza Płaczliwego. Droga zejściowa wiodła do Liptowskiego Mikułasza. Stąd zdobył Wielki Chocz, z którego zszedł do Rużomberku. Stamtąd udał się do Dolnego Kubina na Orawie. Zwiedzając Orawę poznał m.in. Dolinę Zuberską, po czym zdobył od strony orawskiej Babią Górę, z której zszedł już na stronę galicyjską. Jeszcze w roku 1815 odbył wycieczkę w Karpaty Marmaroskie, ale penetrował już jedynie doliny, nie wychodząc w partie szczytowe.
Wraz z Franzem Adamem von Waldstein był autorem trzytomowej pracy pt. Descriptiones et icones plantarum rariorum Hungariae (wyd. Wiedeń, 1802–1812), której pierwszy tom dotyczy m.in. Tatr. Był też autorem pierwszych opisów niektórych roślin tatrzańskich, m.in. skalnicy tatrzańskiej (Saxifraga wahlenbergii). Dzienniki z podróży P. Kitaibela (pobyty w Tatrach opisane są w ich II tomie) zostały wydrukowane dopiero w latach 1945–1946 pod nazwą Diaria itinerum Pauli Kitaibelii, choć niektóre ich fragmenty były publikowane już wcześniej. Wiele wiadomości o florze regionu tatrzańskiego miało zawierać planowane przez Kitaibela dzieło pt. Botanica geografica Hungariae. Autor jednak nie zdążył go napisać, a zgromadzone materiały uległy później rozproszeniu (zielnik, znacznie uszczuplony, przechowywany jest w Budapeszcie).
Kitaibel prowadził również badania z zakresu chemii i prawie równocześnie z Franzem-Josephem Müllerem von Reichenstein odkrył (w 1789 r.) pierwiastek tellur. Zajmował się też hydrografią i balneologią. W 1795 r. dokonał analizy wód z wszystkich 7 źródeł mineralnych uzdrowiska w Bardiowie (słow. Bardejovské Kúpele) i zestawił wskazania co do ich leczniczego wykorzystania. Jego broszura o wartościach leczniczych tych wód została przetłumaczona na język polski i wydana na początku XIX w. w Krakowie. Analizował i opisał wody mineralne w Nowej Lubowli, stawiając je na równi z bardiowskimi „kyselkami”, a w 1796 r. zbadał źródła mineralne w Starym Smokowcu pod Tatrami. Osobną pracę poświęcił leczniczym właściwościom wód mineralnych w słynnych już wówczas Turczańskich Cieplicach. W latach 1795 i 1803 prowadził analizy wód ze źródeł w Herľanach znanych z jedynego w tej części Europy czynnego gejzeru.
Kitaibel prowadził rozległą korespondencję. Był też w kontakcie z uczonymi polskimi, m.in. z profesorem Liceum Krzemienieckiego Willibaldem Besserem.